# На женска територия
„На женска територия“ (на английски: In the Land of Women) е американска романтична трагикомедия от 2007 г. по сценарий и режисура на Джон Касдан. Във филма участват Адам Броуди, Кристен Стюарт, Мег Райън, Олимпия Дукакис и Макензи Вега. Премиерата на филма е в Съединените щати на 20 април 2007 г.